# Bourio-Gan
Bourio-Gan est une localité située dans le département de Djigoué de la province du Poni dans la région Sud-Ouest au Burkina Faso.

## Géographie
Le nom du village fait référence à l'ethnie Gan qui l'habite historiquement.

## Santé et éducation
Le centre de soins le plus proche de Bourio-Gan est le centre de santé et de promotion sociale (CSPS) de Djigoué tandis que le centre médical avec antenne chirurgicale (CMA) de la province se trouve à Gaoua.